# Michael Tauson
Michael Tauson (født 25. juni 1966 i København) er en tidligere professionel dansk tennisspiller. Han spillede Davis Cup-kampe på det danske landshold fra 1985-1991. Han vandt fx sine to singler, da Danmark besejrede Spanien i World Group i 1988 med 3-2. Den ene kamp var mod verdens nr. 17 Emilio Sanchez (3-6 6-1 13-11 6-4). I 1987 vandt han over den senere verdensetter, Thomas Muster fra Østrig (nr. 62), med 6-8 12-10 2-6 6-3 6-4. Tauson vandt også i 4. sæt over Horst Skoff (nr. 63). Danmark vandt 3-2.
Tauson repræsenterede Danmark ved den olympiske tennisturnering i Seoul i 1988, hvor han blev slået i 1. runde af amerikaneren Brad Gilbert.  Han vandt sine to første kampe i herredouble i samme turnering sammen med Morten Christensen men måtte se sig besejret i kvartfinalen af de senere vindere Flach/Seguso fra USA.
Tausons bedste placering på ATP's verdensrangliste var nummer 101, hvilket han opnåede 5. marts 1990. I 1989 vandt han Challenger-turneringerne i Telford og Croydon og kom til semifinalerne i ATP-turneringen i Prag. I 1990 kom han til semifinalen i Rotterdam efter en sejr i kvarten over Magnus Gustafsson (nr. 22). I ATP-turneringen i Geneve blev det også til en semifinaleplacering efter en sejr i kvartfinalen over Henri Leconte (nr. 22).
I dag arbejder Tauson som klubchef og træner for Hellerup Idrætsklubs tennisafdeling, HIK Tennis, ligesom han er tenniskommentator for TV 2 og TV 2 Sport.
Tauson er bror til Christian og Søren Tauson, samt onkel, og tidligere assisterende klubtræner til tennisspiller Clara Tauson.

## Trivia
1. januar 2019 var Michael én af 16 danske nulevende personer med efternavnet Tauson.